# Calodia yayeyamae
Calodia yayeyamae är en insektsart som beskrevs av Matsumura 1913. Calodia yayeyamae ingår i släktet Calodia och familjen dvärgstritar. Inga underarter finns listade i Catalogue of Life.